# It's all good
It's all good er en dansk dokumentarfilm fra 2003, der er instrueret af Mahi Rahgozar efter manuskript af hende selv og Frank Piasecki Poulsen.

## Handling
En ung iransk kvinde står på tærsklen til en ny fase i sit liv.